# Georg Schow
Georg Heinrich Leonhard Schow (auch Gerhard Heinrich Bernhard Schow; * 16. Februar 1810  in Apenrade; † 29. November 1889 in Magdeburg) war ein deutscher Kommunalpolitiker, Bankmanager, Geheimer Regierungsrat und Gerichtsleiter.

## Leben
Gerhard Heinrich Leonhard Schow war ein Sohn des Apenrader Bürgermeisters Bendix Show und dessen Frau Johanna, geb. Callissen, und Bruder des Arztes Wilhelm Karl Emil Schow (1821–1900). Er studierte Jura in Kiel und bis Ostern 1832 auch an anderen Universitäten. In Kiel war er ab 1829 im Corps Holsatia aktiv. Er wurde zu Ostern 1832 „auf Gottorf examinirt“ und für seine Leistungen ausgezeichnet. Anschließend schlug er die Beamtenlaufbahn ein, wurde zunächst „Canzelist“ bei der Schleswig-Holsteinischen Regierung. Im März 1840 wurde er Bürgermeister, Polizeimeister und Stadtvogt in Apenrade.
Zu Beginn der Schleswig-Holsteinischen Erhebung unterstellte er sich Ende März 1848 der Provisorischen Regierung. Daraufhin wurde er beim Einmarsch der dänischen Truppen in Apenrade Anfang April zusammen mit dem Stadtsekret"ar Victor Andres Suadicani und weiteren Ratsmitgliedern gefangen genommen und nach Fredericia gebracht. Nach dem Vertrag von Malmö (1848) wurden alle freigelassen, allerdings wurde Schow als Bürgermeister entlassen und durch die Dänen vertrieben. Schow gehörte zu denjenigen, die im Patent für das Herzogthum Schleswig, betreff die Amnestie 1851 ausdrücklich von der Amnestie ausgeschlossen waren.
Schow ging ins Exil südlich der Elbe. 1852 wurde Schow zum Bürgermeister der Stadt Leer gewählt und in dieser Funktion am 8. Dezember des Jahres durch den Innenminister des Königreichs Hannover, Wilhelm von Hammerstein, bestätigt. Laut seiner Personalakte wirkte Schow bis 1857 als Leerer Bürgermeister. Im selben Jahr erschien seine Schrift über die Grundsätze des ostfriesischen Seerechts.
Spätestens 1857 war Schow mit dem Guelphen-Orden vierter Klasse ausgezeichnet worden und hatte seinen Wohnsitz im Haus Rote Reihe 7 in Hannover genommen. Hintergrund war seine Ernennung zum Regierungsrat und sein Wirken als Referent beim Königlich Hannoverschen Ministerium des Inneren. Insbesondere sollte er Georg Heinrich Bacmeisters Ideen über Zunftrechte ohne Zunftzwang umsetzen.

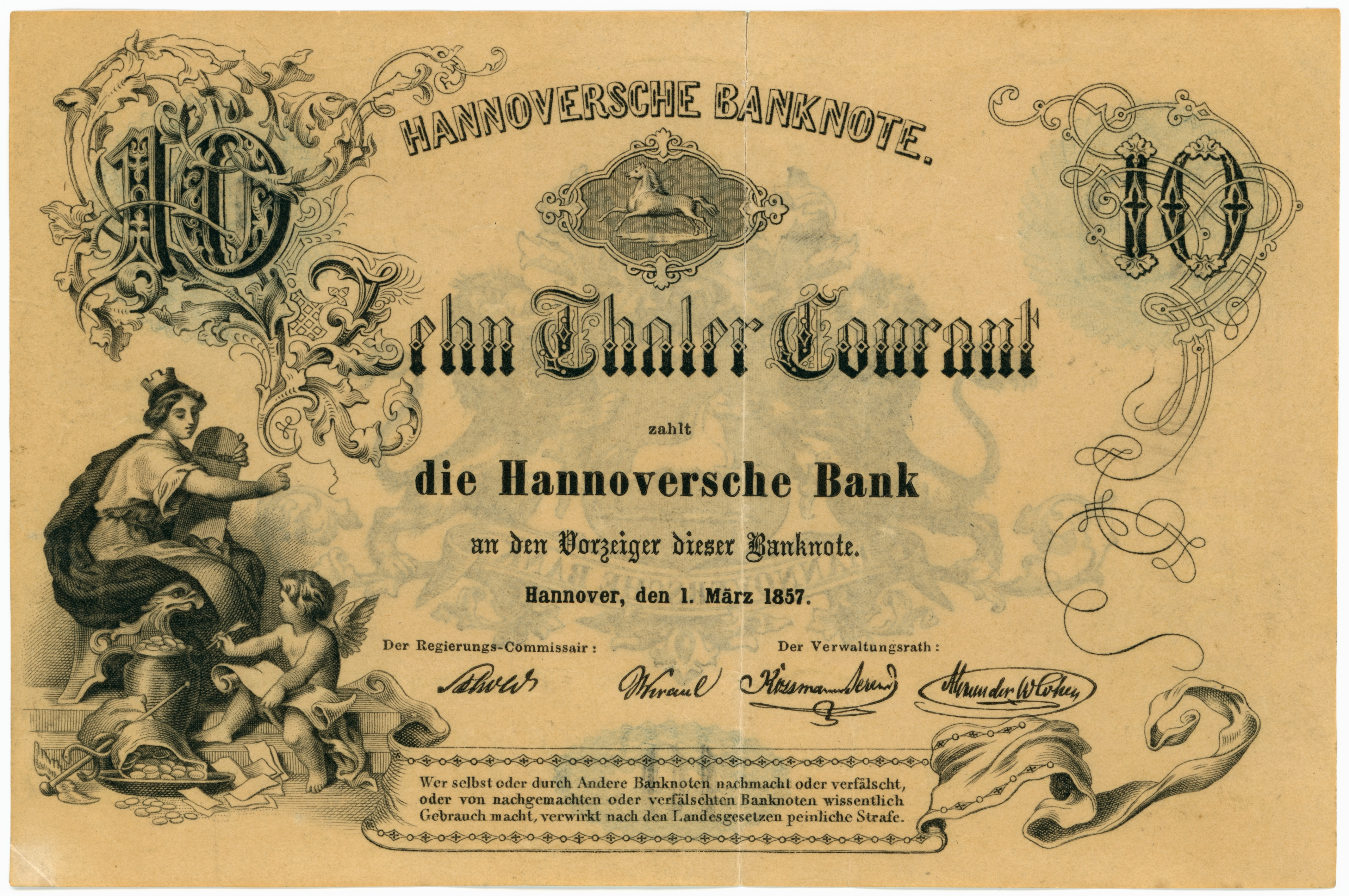
Geldschein der Hannoverschen Bank vom 1. März 1857 über 10 Thaler Courant mit den faksimilierten Unterschriften von Schow, Johann Wilhelm Kraul, Kossmann Behrend und Alexander Abraham Cohen

Zudem war Schow mit dem Titel als „Bank-Commissair“ für die Hannoversche Bank tätig geworden.
1864 wirkte Schow bei der Ausformulierung des deutschen Urheberrechts mit. Im Auftrag des Königreichs Hannover wirkte er als Deputierter in der Kommission der Bundesversammlung und beteiligte sich an der Ausformulierung des sogenannten „Frankfurter Entwurfs“, der die Grundlage des dann 1865 verabschiedeten bayerischen Gesetzes bildete. Dabei wollte Schow Fotografien – in Unterscheidung von Zeichnungen und Kupferstichen – vom Urheberrecht ausnehmen, da die Tätigkeit des Fotografen nach Showes Meinung eine rein mechanische Angelegenheit sei und eben keine Schöpfungshöhe hätte.
Schließlich führte Schow im Königreich Hannover das Allgemeine Deutsche Handelsgesetzbuch ein.
Noch 1866 – im Jahr der Schlacht bei Langensalza und der Annexion des Königreichs Hannover durch Preußen – wirkte Schow in Hannover als Oberregierungsrat im Departement des Inneren, bevor er in Magdeburg die Direktion des dortigen Verwaltungsgerichtes übernahm.
Schow starb Ende 1889 in Magdeburg im Alter von fast 80 Jahren.

## Auszeichnungen
- Roter Adlerorden, 2. Klasse mit Eichenlaub[11]
- Guelphenorden, Ritter
- Annenorden, 2. Klasse

## Schriften (Auswahl)
- Grundsätze des nach dem allgemeinen Landrechte geltenden Seerechts, in besonderer Anwendung auf Ostfriedland. Nebst einem Anhange, Beispiele der am häufigsten vorkommenden Schiffsdocumente, Leer: Bock, 1857; Inhaltsverzeichnis
- Die Gewerbe-Ordnung für das Königreich Hannover mit ihren Nebengesetzen und Vollzugs-Vorschriften / mit Anmerkungen versehen von W. Heinrichs, Regierungsrath, Referent im Königl. Ministerium des Innern, 3. Auflage, herausgegeben und mit Nachträgen versehen von G. Schow, Regierungsrath, Referent im Königl. Ministerium des Innern, Hannover: Helwing'sche Hofbuchhandlung, 1862
- Das allgemeine Deutsche Handelsgesetzbuch und das Gesetz vom 5. October 1864, betreffend dessen Einführung im Königreiche Hannover. Nebst den Nebengesetzen. Von G. Schow, mit Formularen zum Handelsregister, Hannover: Carl Meyer, 1865
- Die Hannoverschen Handelskammern. Zusammenstellung der dieselben betreffenden Erlasse. Mit einer Einleitung von G. Schow, Hannover: Carl Meyer, 1866; Digitalisat über Google-Bücher
- Gewerbe-Ordnung für den Norddeutschen Bund vom 21 Juni 1869 nebst der Ausführungsbestimmungen und dem Gesetze, betreffend die Aufhebung ... gewerblicher Berechtigungen vom 17 März 1868, mit den ... in ... Hannover zur Anwendung ... Bestimmungen. Für den praktischen Gebrauch bearbeitet, etc., Hannover: Carl Meyer, 1870

## Archivalien
Archivalien von und über Gerhard Heinrich Bernhard Schow finden sich beispielsweise
- als Personalakten des Georg Heinrich Leonhard Schow, Bürgermeister für die Laufzeit 1852 bis 1857 im Niedersächsischen Landesarchiv (Standort Aurich), laufende Nummer 2346[1]